# Diane de France
Diane de France, född 25 juli 1538 i Fossano, död 11 januari 1619 i Paris, var illegitim dotter till kung Henrik II av Frankrike och Filippa Duci. Enligt obekräftade rykten var hennes verkliga mor Diane de Poitiers. Hon var gift 1553 med hertig Orazio Farnese av Castro (1532–1553) och 1559 med hertig François de Montmorency (1530–1579). Hon hade själv titeln hertiginna av Angoulême. Diane de France var hovdam och övervakade utbildningen av Ludvig XIII av Frankrike.

## Biografi
Diane de France uppfostrades i sin fars mätress Diane de Poitiers' vård, och det förekom rykten om att denna var hennes biologiska mor. Hon fick en fin utbildning och kunde tala spanska, italienska och latin, spela flera instrument och dansa skickligt. 1547 blev hennes far tronföljaren Frankrikes monark och året därpå, 1548, erkände han henne offentligt som sitt barn och legitimerade henne. 
Hon tjänstgjorde som hovfröken hos drottning Katarina av Medici 1550–1553,  hovdam hos densamma 1554–1571, hovdam hos Maria Stuart 1560, hos Elisabeth av Österrike (1571–1574), åter hos Katarina (1576–1581), och slutligen hos Louise av Lorraine (1583).
Den 13 februari 1553 blev hon gift med hertig Orazio Farnese av Castro, som stupade i Slaget vid Hesdin den 18 juli. Den 3 maj 1557 gifte hon om sig med hertig François de Montmorency, son till Anne de Montmorency. Hon fick titeln hertiginna av Chatellerault 1563, hertiginna av Etampes 1573 och hertiginna av Angoulême 1582, samt dam av Cognac och Merpins.  
Vid sin makes död 1579 lät hon uppföra palatset Hotel Lamoignon på hörnet av Rue des Francs-Bourgeois och Rue Pavee i Paris. Diane de France var omtyckt av sin bror Henrik III, som 1582 gav henne hertigdömet Angoulême som personlig förläning under hennes livstid. Hon gav sitt stöd åt den franska kronan mot den katolska ligan. Efter mordet på Henrik III bosatte hon sig i Touraine och undvek striderna kring tronen. År 1594 lämnade hon Touraine och flyttade till Vincennes. Diane de France var också omtyckt av Henrik IV av Frankrike och fick av honom ansvaret för tronföljaren, den blivande Ludvig XIII. År 1609 lät hon flytta Katarina av Medicis grav till den traditionella gravplatsen för kungahuset, basilikan Saint Denis.